# Polycodium kunthianum
Polycodium kunthianum là một loài thực vật có hoa trong họ Thạch nam. Loài này được (Klotzsch) C.B. Rob. miêu tả khoa học đầu tiên năm 1912.